# (21589) Rafes
(21589) Rafes (1998 SR162) – planetoida z pasa głównego asteroid okrążająca Słońce w ciągu 4,64 lat w średniej odległości 2,78 j.a. Odkryta 26 września 1998 roku.